# دریا (دبوسی)

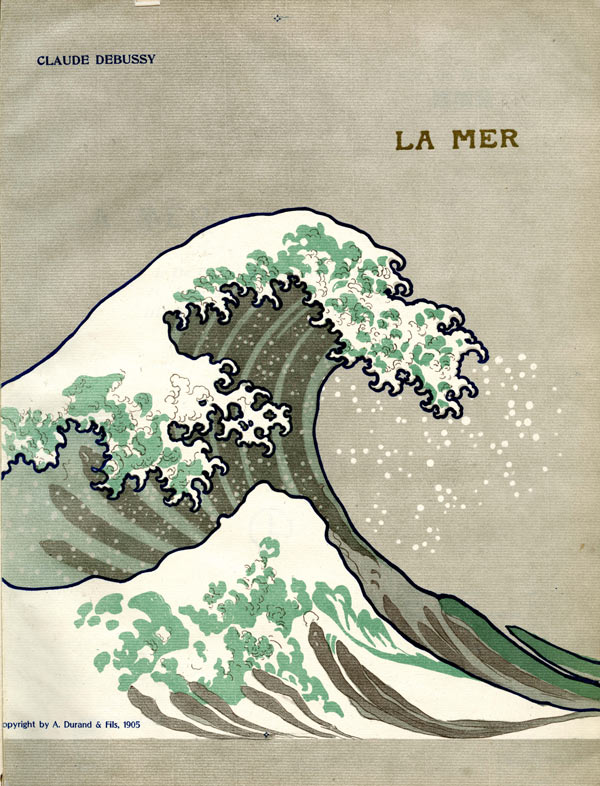
جلد روی اولین اجرای اثر، بر اساس طرحی از کاتسوشیکا هوکوسائی کاتسوشیکا هوکوسائی

دریا، سه طرح سمفونیک برای ارکستر (L. 109, CD. 111) (به فرانسوی: La mer, trois esquisses symphoniques pour orchestre) یا به اختصار دریا (La mer) یک اثر برای ارکستر از آهنگساز فرانسوی، کلود دبوسی است.
این اثر که بین سال‌های ۱۹۰۳ و ۱۹۰۵ خلق شده‌است، در اکتبر ۱۹۰۵ در پاریس به اجرا درآمد. در ابتدا مورد استقبال خوبی قرار نگرفت؛ حتی برخی از طرفداران سرسخت آثار دبوسی به خوبی از این اثر استقبال نکردند. اما این اثر در آمریکا در سال ۱۹۰۷ و در انگلیس در سال ۱۹۰۸ اجرا شد؛ پس از اجرای دوم آن در پاریس، در سال ۱۹۰۸، این اثر به سرعت به یکی از تحسین برانگیزترین و پر اجراترین آثار ارکسترال دبوسی تبدیل شد.
اولین ضبط این اثر در سال ۱۹۲۸ انجام شد. از آن زمان به بعد، ارکسترها و رهبران بسیاری از سراسر جهان آن را در بسیاری از کنسرت‌های استودیویی یا زنده ضبط کرده‌اند.